# GayLib
GayLib est une association française, créée en 2001, qui milite pour les droits des personnes lesbiennes, gays, bisexuelles, trans et intersexes et d'une manière plus générale évoque ces thématiques dans une démarche libérale. Elle est présidée depuis 2013 par Catherine Michaud.
GayLib était associée de 2003 à 2013 à l'UMP, qu'elle a quittée en raison de l'opposition du parti au mariage homosexuel, puis de 2013 à 2018 à l'UDI. GayLib est désormais associé au Parti radical.

## Origines
GayLib est une ancienne commission nationale de Démocratie libérale destinée à évoquer les problématiques liées à l'homosexualité et confondée en 2001 notamment par Emmanuel Blanc, Stéphane Dassé, Sébastien Chenu, Michel Bujardet et Christophe Soullez. Elle a été intégrée l'année suivante à l'UMP lors de la fusion du RPR, de DL et d'une partie de l'UDF.

## Résultats affichés
Sous les présidences de Jacques Chirac puis de Nicolas Sarkozy, GayLib revendique comme résultats :
- la pénalisation des injures à caractère homophobe et la création de la HALDE en 2005 ;
- des améliorations successives apportées au PACS (régime fiscal, successions…) en 2005 et 2007 ;
- avec Louis-Georges Tin, la reconnaissance de la France de la Journée mondiale de lutte contre l’homophobie par Rama Yade en 2008 ;
- la déclassification de la transidentité comme maladie mentale en France par Roselyne Bachelot en 2009 ;
- la mise en place de plusieurs campagnes de lutte contre l’homophobie en milieu scolaire et universitaire ;
- le vote et le soutien au mariage et à l'adoption pour tous par des personnalités politiques du centre et de la droite en 2013.

## Propositions
L'association soutient activement :
- le droit à la procréation médicalement assistée pour toutes (femmes célibataires ou en couple, hétérosexuelle comme homosexuelles) ;
- le changement d'état civil gratuit et sans procédure judiciaire du changement de sexe ;
- la lutte contre les discriminations envers les LGBT ;
- l'abrogation de toute restriction au don du sang par des hommes ayant ou ayant eu des relations sexuelles avec des hommes.

## GayLib à l'UMP
GayLib défend l'ouverture du mariage aux couples de même sexe et la reconnaissance de l'homoparentalité. Il a proposé en 2006 à Nicolas Sarkozy la mise en œuvre du contrat d'union (mêmes droits et devoirs que pour le mariage civil, à l'exception de la filiation) ainsi que la mise en œuvre du statut du beau-parent (également appelé « droits des tiers »).
Ces deux derniers points ont été intégrés au projet présidentiel de Nicolas Sarkozy en 2007, mais, début 2011, ils ne figurent pas encore à l'agenda parlementaire. Lors d'une rencontre avec Xavier Bertrand en juin 2010, GayLib a appris que les engagements de campagne nécessitaient que les esprits « évoluent » au sein de la majorité. À la suite des propos tenus en février 2012 par Nicolas Sarkozy dans Le Figaro Magazine, dans lesquels il réaffirme son opposition à l'ouverture du mariage aux couples de même sexe, GayLib annonce qu'il ne le soutiendrait pas lors de l'élection présidentielle de 2012.
Courant janvier, après que Christian Vanneste a par ailleurs publiquement mis en cause la réalité de la déportation homosexuelle, l'UMP a annoncé son exclusion, qui s'est avérée non effective. Fin mars 2012, Christian Vanneste était toujours officiellement membre du parti.
GayLib a annoncé via son site internet ne pas faire campagne, et ne pas donner de consignes de vote, mais n'a pas évoqué une quelconque volonté de quitter l'UMP.
À l'occasion de l'élection pour le renouvellement de la direction du parti au congrès de l'Union pour un mouvement populaire de 2012, Emmanuel Blanc déclare que l'élection de François Fillon à la présidence de l’UMP « serait une catastrophe pour les gays et les lesbiennes de ce parti ». Jean-François Copé est élu président du parti avec seulement 98 voix d'avance. Néanmoins la position arrêtée par le conseil d'administration et portée par sa présidente Catherine Michaud était de préconiser un vote blanc à l'occasion de cette élection interne et un vote de soutien à la motion humaniste portée entre autres par le député ouvertement homosexuel Franck Riester.

### Polémiques
GayLib participe à la Marche des fiertés parisienne depuis 2002, mais sa participation est régulièrement contestée, à des degrés divers, par des associations comme Act Up-Paris ou Les Panthères roses. Ainsi, en 2009, le char GayLib est bloqué durant la Marche, tandis qu'il circule librement à celle de 2010. Les Panthères roses s'interrogent en effet sur la présence d'un « cercle de réflexion » membre de l'UMP à la Marche des Fiertés, notamment quand le mot d'ordre est « égalité des droits ».
GayLib est en opposition avec deux élus de l'UMP, qui l'ont quitté depuis : Christian Vanneste et Christine Boutin. Le député Christian Vanneste a annoncé avoir demandé la dissolution de GayLib dans le magazine Minute no 2385 du 19 novembre 2008. GayLib et le PCD, parti politique dirigé par Christine Boutin, se sont plusieurs fois opposés l'un à l'autre.
Lors d'une législative partielle organisée à Rambouillet en 2010 et perdue par Jean-Frédéric Poisson, candidat PCD qui représentait l'UMP, GayLib a appelé la majorité présidentielle à ne plus investir de candidats issu du parti de Christine Boutin, jugeant ce dernier "en contradiction avec la philosophie libérale qui a fondé l'UMP".
En décembre 2014, Sébastien Chenu, qui avait déjà quitté deux ans auparavant l'association dont il était l'un des fondateurs, rejoint Marine Le Pen comme conseiller culturel, ce que dénonce vivement GayLib,,.

## Départ de l'UMP et intégration à l'UDI
À l'issue de son assemblée générale annuelle, par un vote quasi unanime des adhérents, GayLib quitte l’UMP en janvier 2013, pour protester contre la participation de celle-ci à la manifestation du 13 janvier contre le projet de loi établissant le mariage homosexuel.
En septembre de la même année, Jean-Louis Borloo propose à GayLib de s'associer au Parti radical. L'association est depuis rattachée directement à l'UDI en tant que mouvement associé,.

## Départ de l'UDI et association avec les Radicaux
GayLib devient un organisme associé au Mouvement radical le 18 juin 2018, puis du Parti Radical.
Le 3 août 2018, en marge de l'Europride à Stockholm, GayLib co-fonde avec trois autres organisations LGBTI en Europe le réseau libéral LGBTI Liberals of Europe.

## Identité visuelle

Dernier logo de GayLib associé à l'UMP jusqu'en janvier 2013.
Logo de GayLib de janvier à septembre 2013.
Logo de GayLib associé à l'UDI, de septembre 2013 à juin 2018.
Logo de GayLib depuis son association avec le MR, à compter de juin 2018.